# 三歧龙胆
三歧龙胆（学名：Gentiana trichotoma）是龙胆科龙胆属的植物，是中国的特有植物。分布在中国大陆的四川等地，生长于海拔3,000米至4,600米的地区，见于高山灌丛草甸、高山草甸和林下，目前尚未由人工引种栽培。

## 异名
- Gentiana chingii Marq.
- Gentiana trichotoma Kusnez. var. chingii (Marq.) T. N. Ho